# Municipio de Brady (condado de Kalamazoo)
El municipio de Alamo (en inglés: Alamo Township) es un municipio ubicado en el condado de Kalamazoo en el estado estadounidense de Míchigan. En el año 2010 tenía una población de 3762 habitantes y una densidad poblacional de 39,91 personas por km².

## Geografía
El municipio de Álamo se encuentra ubicado en las coordenadas 42°22′50″N 85°41′40″O / 42.38056, -85.69444. Según la Oficina del Censo de los Estados Unidos, el municipio tiene una superficie total de 94.26 km², de la cual 93.76 km² corresponden a tierra firme y (0.52%) 0.49 km² es agua.

## Demografía
Según el censo de 2010, había 3762 personas residiendo en el municipio de Álamo. La densidad de población era de 39,91 hab./km². De los 3762 habitantes, el municipio de Álamo estaba compuesto por el 95.93% blancos, el 1.38% eran afroamericanos, el 0.4% eran amerindios, el 0.45% eran asiáticos, el 0.03% eran isleños del Pacífico, el 0.56% eran de otras razas y el 1.25% pertenecían a dos o más razas. Del total de la población el 1.67% eran hispanos o latinos de cualquier raza.